# Los Antiguos
Los Antiguos is een plaats in het Argentijnse bestuurlijke gebied  Buenos Aires in de provincie  Santa Cruz. De plaats telt 2.047 inwoners.